# Perleberger Schießplatz
Das Naturschutzgebiet Perleberger Schießplatz liegt auf dem Gebiet der Stadt Perleberg im Landkreis Prignitz in Brandenburg.
Das Gebiet mit der Kenn-Nummer 1620 wurde mit Verordnung vom 28. Mai 2008 unter Naturschutz gestellt. Das 354 Hektar große Naturschutzgebiet erstreckt sich südlich der Kernstadt von Perleberg. Unweit westlich verläuft die Bundesstraße 189, östlich fließt die Stepenitz und verläuft die Landesstraße 10, nordöstlich verläuft die Bundesstraße 5.